# 大原郵便局 (岡山県)
大原郵便局（おおはらゆうびんきょく）は、岡山県美作市にある郵便局。民営化前の分類では集配特定郵便局であった。

## 概要
住所：〒707-0499 岡山県美作市古町1612-27

## 沿革
- 1874年（明治7年）12月16日 - 下町（しもまち）郵便取扱所として開設[1]。
- 1875年（明治8年）1月1日 - 下町郵便局（五等）となる。
- 1884年（明治17年）7月1日 - 古町（ふるまち）郵便局に改称。
- 1885年（明治18年）5月25日 - 貯金取扱を開始。
- 1886年（明治19年）2月16日 - 為替取扱を開始。
- 1900年（明治33年）5月11日 - 古町郵便電信局となる。
- 1903年（明治36年）4月1日 - 通信官署官制の施行に伴い古町郵便局となる。
- 19xx年 - 大原郵便局に改称。
- 1971年（昭和46年）4月22日 - 大野郵便局から和文電報配達業務を移管。同日、電話の加入および料金に関する簡易な事務を除く電話交換業務を、美作電報電話局に移管[2]。
- 1977年（昭和52年）10月26日 - 東粟倉郵便局から和文電報配達業務を移管。
- 1989年（平成元年）10月23日 - 吉野郵便局から集配業務の一部[3]を移管。
- 2006年（平成18年）9月11日 - 影石郵便局から集配業務を移管[4]。
- 2007年（平成19年）10月1日 - 民営化に伴い、併設された郵便事業津山支店大原集配センターに一部業務を移管。
- 2012年（平成24年）10月1日 - 日本郵便株式会社発足に伴い、郵便事業津山支店大原集配センターを大原郵便局に統合。

## 取扱内容
- 郵便、印紙、ゆうパック、内容証明
- 貯金、為替、振替、振込、国際送金、国債
- 生命保険、バイク自賠責保険
- ゆうちょ銀行ATM
- 美作市内の一部地域（旧・英田郡大原町・東粟倉村）および英田郡西粟倉村内全域（〒707-04xx、〒707-05xx区域）の集配業務

## 周辺
- 美作市役所大原総合支所（旧・大原町役場）
- 美作市立大原小学校
- 美作市立大原病院
- 因幡街道大原宿
- 国道429号
- 吉野川

## アクセス
- 智頭急行 大原駅から南へ約300m（徒歩約5分）
- 中国自動車道 佐用ICから北へ約15km
- 国道373号沿い
- 駐車場あり：4台